# Калабаш (Північна Кароліна)
Калабаш (англ. Calabash) — місто (англ. town) в США, в окрузі Брансвік штату Північна Кароліна. Населення — 2011 особа (2020).

## Географія
Калабаш розташований за координатами 33°53′42″ пн. ш. 78°33′23″ зх. д. / 33.89500° пн. ш. 78.55639° зх. д. (33.895118, -78.556505).  За даними Бюро перепису населення США в 2010 році місто мало площу 9,52 км², з яких 8,64 км² — суходіл та 0,88 км² — водойми.

## Демографія
Згідно з переписом 2010 року, у місті мешкало 1786 осіб у 856 домогосподарствах у складі 486 родин. Густота населення становила 188 осіб/км².  Було 1445 помешкань (152/км²).
Расовий склад населення:
| - 86,3 % — білих - 5,9 % — чорних або афроамериканців - 0,4 % — корінних американців - 0,1 % — вихідців з тихоокеанських островів - 5,6 % — осіб інших рас |

До двох чи більше рас належало 1,6 %. Частка іспаномовних становила 14,5 % від усіх жителів.
За віковим діапазоном населення розподілялося таким чином: 16,2 % — особи молодші 18 років, 53,9 % — особи у віці 18—64 років, 29,9 % — особи у віці 65 років та старші. Медіана віку мешканця становила 50,8 року. На 100 осіб жіночої статі у місті припадало 100,0 чоловіків;  на 100 жінок у віці від 18 років та старших — 96,8 чоловіків також старших 18 років.
Середній дохід на одне домашнє господарство  становив 41 848 доларів США (медіана — 34 865), а середній дохід на одну сім'ю — 50 591 долар (медіана — 48 377). За межею бідності перебувало 21,6 % осіб, у тому числі 47,3 % дітей у віці до 18 років та 7,0 % осіб у віці 65 років та старших.
Цивільне працевлаштоване населення становило 680 осіб. Основні галузі зайнятості: мистецтво, розваги та відпочинок — 21,2 %, освіта, охорона здоров'я та соціальна допомога — 18,1 %, науковці, спеціалісти, менеджери — 14,1 %, будівництво — 11,3 %.